# 大香秋海棠
大香秋海棠（学名：Begonia handelii）为秋海棠科秋海棠属的植物。分布于越南以及中国大陆的广西、广东、云南等地，生长于海拔150米至850米的地区，一般生于山坡路边密林中阴湿处及竹林箐沟边，目前已由人工引种栽培。

## 别名
短茎秋海棠（中国高等植物图鉴补编）